# Політична система Нової Каледонії
Політична система Нової Каледонії протягом її історії неодноразово зазнавала змін. Протягом 1853—1946 рр. це була французька колонія, й уся влада перебувала в руках губернатора. В 1946—1999 рр. Нова Каледонія мала статус заморської території (фр. Territoire d’outre-mer, ТОМ), були створені місцевий представницький орган (Територіальні збори, фр. Assemblée territoriale) та колегіальний виконавчий орган (Урядова рада, фр. Conseil de gouvernement). Сучасні політична система та установи Нової Каледонії сформувалися після тривалого протистояння, переговорів, компромісів та взаємних поступок між основними громадами країни — європейцями, за спиною яких стояли владні сили, та сепаратистами-канаками, що представляють корінне населення країни. Нинішня організація інституцій і баланс сил були народжені двома установчими актами: угодою Матіньон-Удіно 1988 року та Нумейскою угодою 1998 року. Перша з них завершила громадянську війну, народила провінції та визнала безліч нових легітимних понять. Друга заснувала місцеві колегіальний уряд та Конгрес, спрямувала Нову Каледонію на шлях «спільної долі» та каледонського громадянства. В Новій Каледонії поступово створювалась інституційна архітектура, яка є унікальною в межах Французької Республіки.

## Унікальна інституційна архітектура
Нова Каледонія в рамках Французької держави має особливий еволюційний статус (sui generis), вона володіє специфічними інститутами та користується законодавчими актами, призначеними виключно для неї. Повноваження Нової Каледонії спеціально регулюються окремим розділом Конституції «Перехідні положення, пов'язані з Новою Каледонією», яка виключає її із загальної сфери територіальних органів влади Франції. Інституційна структура Нової Каледонії визначається Органічним законом № 99-209 від 19 березня 1999 року, прийнятим на основі положень Нумейської угоди 1998 року й закріплений статтями 76 і 77 Конституції Франції. Органічний закон ділить повноваження та відповідальність між державою (Францією), Новою Каледонією, її провінціями та комунами, організовує роботу уряду, Конгресу, Звичаєвого сенату Нової Каледонії та провінційних установ, визначає порядок виборів до місцевих органів влади та умов, за яких Нова Каледонія має приймати рішення про своє майбутнє. Конгрес Нової Каледонії розділяє законодавчу владу з Національними зборами Франції.

Pro-Independence Flag of New Caledonia

Передбачалося, що мають бути визначені нові символи «тотожності» Нової Каледонії, серед яких назва країни, прапор, гімн, девіз, графічний дизайн банкнот. Вони мають засвідчити канацьку ідентичність та спільне майбутнє для всіх громадян країни на її шляху до суверенітету. 1998 року було встановлене громадянство Нової Каледонії, яке поширюється на осіб, що народилися в Новій Каледонії або прибули сюди до 1998 року й можуть довести 10 років свого проживання в Новій Каледонії, а також їхні діти, коли вони стануть дорослими. Лише громадяни Нової Каледонії мають право голосу на виборах.
Нумейська угода передбачала, що держава (Франція) поступово на основі спільного суверенітету має передати Новій Каледонії свої основні повноваження, серед яких галузі цивільного й комерційного права, звичаєвого цивільного стану та системи звичаєвих земель, питання праці, експлуатації місцевих природних ресурсів, судноплавство в територіальних водах, зовнішня торгівля, системи освіти та охорони здоров'я. За Францією лишаються суверенні повноваження: юстиція, судова система, громадський порядок, оборона, міжнародні відносини, державна цивільна служба, валюта та грошовий обіг, казначейство, фіскальна політика, контроль за імміграцією та іноземцями.
У Новій Каледонії співіснують дві форми цивільного стану: цивільне право для європейців та інших громад мігрантів і звичаєве право для канаків. Нумейська угода дозволяє будь-якій людині змінити свій цивільний стан, зокрема відмовитись або повернутися до звичаєвого права; в останньому випадку потрібно лише довести, що особа живе на стійкій основі відповідно до норм канацьких традицій. Багато канаків тримається звичаєвого статусу, оскільки він підкреслює їхню специфіку, а ще тому, що він захищає їхні земельні резервації та дозволяє уникати європейського правосуддя. В минулому суперечки всередині корінних громад вирішувалися неписаними звичаєвими нормами, без складання будь-яких документів. Тепер конфлікти врегульовуються мирним шляхом за допомогою звичаєвої влади, яка має конкретну юрисдикцію, де звичаєві засідателі сидять поруч з професійними суддями на рівних. «Звичаєвий суд» приймає рішення про конфлікти, які впливають на повсякденне життя кланів і сіл, наприклад, опіка над дітьми в разі розлучення.
Кожен, хто народився в Новій Каледонії, юридично є громадянином Франції й може голосувати на виборах президента Франції. На національному рівні Нова Каледонія має по два представники в Національних зборах та Сенаті Франції.
В Новій Каледонії діють французька Конституція та інші закони Франції, а також укази та законодавчі норми центральної влади, які стосуються Нової Каледонії. Крім того, тут приймаються й діють власні закони, рішення Конгресу, укази Президента уряду Нової Каледонії.
Особливий статус Нової Каледонії передбачає також місцеві органи виконавчої влади. Влада в Новій Каледонії здійснюється на декількох рівнях: на рівні Нової Каледонії в цілому, на рівні трьох провінцій та на рівні місцевих громад. Населення, що живе в умовах звичаєвого цивільного стану, має власні звичаєві органи влади й альтернативний звичаєвий адміністративний поділ країни.

## Верховний комісар
Президент Французької Республіки є офіційним очільником Нової Каледонії. Влада Франції на території представлена Верховним комісаром (фр. Haut-commissaire de la République en Nouvelle-Calédonie), що призначається президентом Франції після обговорення в Раді міністрів. Верховний комісар несе відповідальність за належне функціювання державних інститутів. Він стежить за тим, як виконуються урядові норми та рішення, гарантує виконання законів і постанов, а також контролює організації, які отримують вигоду від державної допомоги. Він забезпечує адміністративний контроль за державними установами всіх рівнів на території Нової Каледонії. Уповноважені представники Верховного комісара (заступники комісара) є в кожній провінції. Верховний комісар слідкує за використанням фінансів і законністю дій місцевої влади.
Верховний комісар також керує діями національної поліції й жандармерії, відповідає за оборонні заходи, які не мають військового характеру. В передбачених законодавством випадках він може вводити на території Нової Каледонії надзвичайний стан. На додаток до повноважень як представника центральної влади, Верховний комісар має деякий контроль над міжнародними відносинами, іноземними інвестиціями, імміграцією, телевізійним мовленням, навігацією та управлінням повітряним рухом, фінансами, науковими дослідженнями та вищою освітою.

## Законодавча влада
Нова Каледонія має власний парламент — Конгрес (фр. Congrès de la Nouvelle-Calédonie). Це її законодавчий орган, що складається з 54 депутатів, які обираються раз на 5 років.
Повноваження Конгресу вичерпно перераховані в Органічному законі від 19 березня 1999 року. До них належать оподаткування, територіальний бюджет, регулювання цін, запобігання шахрайству, координація місцевого законодавства, цивільні справи, організація територіальних служб, трудове законодавство, регулювання в галузі початкової освіти, охорони здоров'я, санітарії й соціального захисту, культури та спорту, інфраструктури, видобутку корисних копалин тощо. Конгрес обговорює й приймає закони, що стосуються загальних для всієї Новій Каледонії справ. Статус цих законів прирівнюється до законів, прийнятих парламентом Франції.
У певному сенсі Конгрес Нової Каледонії виконує роль федерального парламентського органу. Він формується з представників провінційних Зборів. Кожна провінція має в Конгресі фіксовану кількість представників: 32 місця зарезервовано за Зборами Південної провінції, 15 — за Зборами Північної провінції та 7 — за Зборами Островів Луайоте. Така внутрішня децентралізація територіальної одиниці також є унікальним явищем для Французької Республіки. Конгрес очолює президент, йому допомагають кілька віцепрезидентів і два парламентських адміністратори.

## Виконавча влада
Виконавча влада здійснюється місцевим урядом, який формується Конгресом. Уряд функціює за колегіальним принципом і має повноваження в галузях, які не є виключною прерогативою французької держави. Уряд розподіляє операційний бюджет між провінціями, визначає бюджети комун, має певні повноваження в міжнародних відносинах. Він готує й виконує рішення Конгресу.
Колегіальний уряд Нової Каледонії (фр. Gouvernement collégial de la Nouvelle-Calédonie) був створений за Нумейською угодою 1998 року, він є специфічним й унікальним органом управління. Уряд складається з 5—11 членів і формується на основі пропорційного представництва політичних груп і партій, представлених у Конгресі. Він залишається чинним до закінчення терміну дії мандату Конгресу, складом якого він був сформований, за винятком випадку, якщо уряд піде у відставку або буде розпущений Конгресом.
Уряд очолює президент Конгресу. Відповідно, він є найвищою посадовою особою в Новій Каледонії. У засіданнях уряду бере участь Верховний комісар. Багатопартійний каледонський уряд працює на основі консенсусу, але, коли це неможливо, рішення приймаються більшістю голосів його членів. У разі виникнення політичної кризи, меншість не може накладати вето на рішення більшості. У випадку незгоди вона позивається до французької держави як арбітра, і вже та вирішує конфлікт.

## Провінції
Провінції Нової Каледонії були створені 1989 року й наділені функціями самоврядування. Такий поділ був покликаний зробити перерозподіл політичних сил, повернути країну до громадянського миру та встановити баланс сил. Південна провінція в основному заселена противниками незалежності Нової Каледонії, Північна провінція та Острови Луайоте — навпаки її прибічниками.
Кожна з провінцій має власні провінційні збори — законодавчий орган, члени якого обираються на п'ять років загальним прямим голосуванням виборців. Збори обирають з числа своїх членів виконавчий орган, який складається з президента та кабінету (3 віцепрезиденти). Частина членів провінційних зборів, згідно із встановленим представництвом, отримує місця в Конгресі Нової Каледонії.
До компетенції провінційних органів влади належать: початкова освіта; будівництво та утримання шкіл; дороги, порти та аеропорти провінційного значення; професійне навчання; економічний розвиток (сільське господарство, тваринництво, лісове господарство, рибальство, мисливство, туризм); медична допомога, охорона здоров'я й соціальна робота; будівництво й функціювання провінційних установ; спорт; культурні заходи; житловий та міський розвиток; охорона навколишнього середовища; видача дозволів на видобування корисних копалин. За Нумейською угодою провінції отримали два важливих повноваження: управління морським суспільним надбанням, що дозволяє їм здійснювати свої екологічні повноваження та економічний розвиток, а також повноваження приймати рішення, що стосуються видобутку корисних копалин.
Бюджети провінцій формуються за рахунок збору загальних і провінційних мит і податків, доля яких не може бути меншою за 51,5 %, а також грантів від Французької держави (головним чином субсидії на будівництво в галузях охорони здоров'я та освіти) та коштів, наданих Європейським Союзом. Уряд Нової Каледонії, відповідно до встановлених норм, щороку передає провінціям гранти для операційних бюджетів та капітальних витрат. Відповідно до досягнутих політичних угод, операційний бюджет, що формується за рахунок податкових надходжень, розподіляється у такій пропорції: 50 % надходить до Північної провінції, 32 % — до Південної й 18 % до Островів Луайоте. Південна й Північна провінції отримують по 40 % капітальних витрат кожна, а Острови Луайоте — 20 %. Таким чином, Північна провінція та провінція Острови Луайоте отримують у два-три рази більше коштів на душу населення, ніж Південна провінція. Така незбалансованість свідомо була створена для подолання відставання двох провінцій з переважно сільським населенням, у більшості своїй канаками. Розподіл може бути змінений законом, прийнятим більшістю в три п'ятих голосів Конгресу.

## Місцеві органи влади
Органи місцевої влади діють на рівні комун (муніципалітетів). Комуни Нової Каледонії дотримуються загального для Франції кодексу норм та правил, встановлених для органів місцевої влади. Вони стосуються складу цих органів, порядку обрання та функціювання муніципальних рад. Особливістю є те, що органи місцевої влади Нової Каледонії не залежать від системи державного міжмуніципального співробітництва. Дії муніципальних органів влади підлягають контролю постфактум, що є результатом впровадження заходів з децентралізації, передбачених відповідним Законом від 29 грудня 1990 року. Кожна з комун має виборного голову й муніципальну раду.

## Звичаєві органи влади
Канацьке суспільство традиційно будується за власною звичаєвою організацією. Воно поділяється на клани та племена, що перебувають під владою місцевих вождів. Нумейська угода визнала важливу роль, яку відіграє така організація для корінного населення. Традиційні владні структури були формалізовані й отримали статус звичаєвих органів влади, юрисдикція яких поширюється на мешканців Нової Каледонії, що живуть в умовах звичаєвого цивільного стану.
За Матіньонською угодою, було створено консультативну Звичаєву раду, яка, за Нумейскою угодою, стала називатись Звичаєвим Сенатом (фр. Sénat coutumier). Цей орган складається з 16 членів (звичаєвих сенаторів, фр. Sénateurs coutumier), по два від кожної з восьми звичаєвих областей Нової Каледонії, призначених звичаєвими радами цих областей відповідно до практики, визначеної звичаями. Термін повноважень Сенату становить п'ять років, його президент (голова) оновлюється щороку.
Звичаєвий Сенат уповноважений видавати висновок щодо законопроектів, пов'язаних із символами ідентичності Нової Каледонії, звичаєвим станом, режимом використання звичаєвих земель, процедури виборів та роботи звичаєвих органів влади. Уряд Нової Каледонії консультується зі Звичаєвим Сенатом з питань, що стосуються корінних жителів країни. З цією установою мають погоджуватись всі законодавчі акти, якщо вони стосуються канацької ідентичності, звичаєвого статусу або культурної спадщини канаків.
Існують також звичаєві органи влади нижчого рівня. Зокрема в кожній з восьми звичаєвих областей є свої Звичаєві ради (фр. Conseil coutumier d’aire), які складаються з голів (великих вождів) звичаєвих округів (фр. Grands chefs de districts). На рівні звичаєвих округів існують ради округів (фр. Conseil de district), вони складаються з вождів племен (фр. Chefs de tribus), а на рівні племен — ради вождів кланів (фр. Conseil des chefs de clan), раду клану (фр. Conseil du clan) утворюють представники сімейних груп (фр. Représentants des groupes familiaux).
Засідання звичаєвих рад проводяться в режимі так званої «балаканини» (обговорення за традиціями племен), за результатами якої приймається колективне рішення. 2007 року був уведений інститут звичаєвих державних службовців (фр. Officiers publics coutumiers). Це дозволило формалізували в письмовому вигляді зміст і рішення «балаканини». Звичаєві державні службовці складають протоколи засідань, а також «звичаєві акти». Серед іншого, ці документи дозволяють вождю клану укласти угоду з реалізації проєктів розвитку на звичаєвих землях, можна видати постанову про розпуск звичаєвого союзу, оформити угоду про розподіл земель у ході врегулювання спору між кланами тощо.

## Економічно-соціальна рада
Економічно-соціальна рада (фр. Le Conseil économique et social, CES) є ще одним консультативним органом, що займається питаннями економічного, соціального, культурного та екологічного характеру. CES консультує уряд або Конгрес стосовно проєктів законів та самих законів і дає пропозиції для обговорення в Конгресі Нової Каледонії. Провінційні ради та Звичаєвий Сенат також можуть звертатися до Економічно-соціальної ради за консультацією.
Економічно-соціальна рада складається з 39 членів, 28 з них є представниками провінцій (4 від островів Луайоте, 8 від Північної провінції і 16 від Південної провінції), 2 члени призначаються Звичаєвим Сенатом і 9 є залученими кваліфікованими спеціалістами. Засідання ради — це простір для діалогу та пропозицій.

## Адміністративний поділ
З 1989 року Нова Каледонія поділяється на 3 провінції: Північна, Південна та Острови Луайоте. Зберігається також поділ на 33 муніципальні утворення (комуни). Географічні межі провінцій загалом збігаються з межами муніципальних утворень, за винятком комуни Поя, розділеної між Північною та Південною провінціями.
| Емблема | Провінція                                       | Площа, км² | Населення, осіб (2019, перепис) | Адміністративний центр | Включає комуни |
| ------- | ----------------------------------------------- | ---------- | ------------------------------- | ---------------------- | --- |
|         | Північна (фр. Province Nord)                    | 9 582      | 49 910                          | Коне (фр. Koné)        | Белеп (фр. Belep, 21 на мапі), Во (фр. Voh, 17), Єнген (фр. Hienghène, 24), Кала-Гомен (фр. Kaala-Gomen, 18), Канала (фр. Canala, 30), Коне (фр. Koné, 16), Куауа (фр. Kouaoua, 29), Кумак (фр. Koumac, 19), Понерігуан (фр. Ponérihouen, 27), Поя (фр. Poya, 14, північна частина), Пуебо (фр. Pouébo, 23), Пуанбу (фр. Pouembout, 15), Пуендіміе (фр. Poindimié, 26), Пум (фр. Poum, 20), Тухо (фр. Touho, 25), Уегоа (фр. Ouégoa, 22), Хуаїлу (фр. Houaïlou, 28) |
|         | Південна (фр. Province Sud)                     | 7 012      | 203 144                         | Нумеа (фр. Nouméa)     | Булупарі (фр. Boulouparis, 8), Бурай (фр. Bourail, 13), Думбеа (фр. Dumbéa, 6), Ла-Фоа (фр. La Foa, 9), Мон-Доре (фр. Le Mont-Dore, 4), Муанду (фр. Moindou, 12), Нумеа (фр. Nouméa, 5), Острів Пен (фр. L’Île-des-Pins, 3), Паїта (фр. Païta, 7), Поя (фр. Poya, 14, південна частина), Саррамеа (фр. Sarraméa, 10), Тіо (фр. Thio, 1), Фаріно (фр. Farino, 11), Яте (фр. Yaté, 2)                                                                                 |
|         | Острови Луайоте (фр. Province des îles Loyauté) | 1 981      | 18 353                          | Ве (фр. Wé)            | Ліфу (фр. Lifou, 32), Маре (фр. Maré, 33), Увеа (фр. Ouvéa, 31) |
|         | Нова Каледонія                                  | 18 575     | 271 407                         | Нумеа                  | |

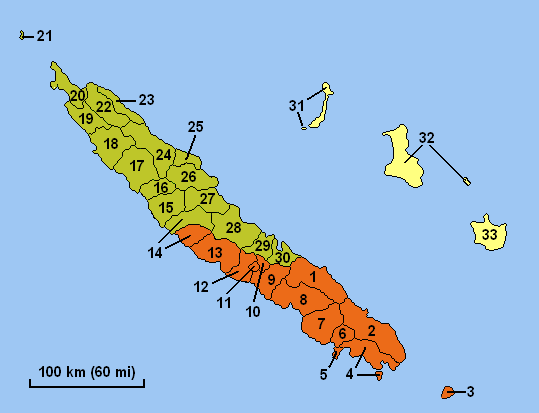
Адміністративний поділ Нової Каледонії на провінції та комуни:
Північна провінція,
Південна провінція,
провінція Острови Луайоте

Паралельно існує звичаєвий адміністративний поділ, який поширюється на населення, що живе в умовах звичаєвого цивільного стану. З 1999 року Нова Каледонія поділяється на 8 звичаєвих областей (фр. Aire Coutumière), 5 із них розташовані на острові Нова Каледонія, ще 3 — на островах Луайоте. Звичаєві області складаються зі звичаєвих округів (фр. District Coutumier), звичаєві округи — з племен (фр. Tribu). Всього в Новій Каледонії є 61 звичаєвий округ і 341 плем'я.

## Політичні партії
У Новій Каледонії існує багатопартійна система. Діють місцеві політичні партії, традиційно поділені на два табори, противників та прибічників незалежності, які мають приблизно рівну підтримку населення.
Противники незалежності, яких часто називають лоялістами, включають партії переважно правого спрямування, які орієнтуються на європейську громаду Нової Каледонії. Рух організаційно оформився зі створенням 1977 року партії Об'єднання на підтримку Каледонії (фр. Rassemblement pour la Calédonie, RPC), що орієнтувалася на французьке Об'єднання на підтримку Республіки. З 1978 року ця партія називалась Об'єднання на підтримку республіки в Каледонії (фр. Rassemblement pour la Calédonie dans le République, RPCR), тривалий час вона займала провідне місце в таборі лоялістів, але після підписання Матіньонської й Нумейської угод її лідерство було піддане сумніву. Виникло кілька нових партій лоялістського спрямування, деякі з яких виявляли вороже ставлення до RPCR. Постійно відбувалося перегрупування сил, виникали й розпадалися виборчі коаліції. 3 2014 року RPCR відома як просто Об'єднання (фр. Le Rassemblement). На виборах 2019 року Об'єднання разом із Каледонськими республіканцями (фр. Les Républicains calédoniens) та ще кількома партіями, входило до виборчого альянсу Із впевненістю за майбутнє (фр. l'Avenir en confiance), який набрав найбільше голосів. До табору лоялістів належить також впливова правоцентристська партія Каледонія разом (фр. Calédonie ensemble).
Рух за незалежність зародився в Новій Каледонії наприкінці 1960-х років. 1977 року про вимогу незалежності країни заявила найстаріша партія країни Каледонський союз (фр. Union calédonienne). Заснована 1953 року, спочатку вона стояла на автономістських позиціях і виступала за співжиття різних етнічних груп. Згодом від Каледонського союзу відколовся цілий ряд партій незалежницького спрямування, що стоять на радикальніших позиціях, але Каледонський союз все ще існує й має представництво в місцевому Конгресі, захищаючи встановлення незалежності Нової Каледонії в асоціації з Францією. Провідні позиції в таборі незалежників протягом багатьох років займає Канацький соціалістичний фронт національного визволення (фр. Front de libération nationale kanak et socialiste, FLNKS), заснований 1984 року. На виборах 2019 року FLNKS, виступаючи в альянсі з Каледонським союзом, отримав найбільше місць у Конгресі серед незалежницьких партій. Іншою потужною силою табору є Партія визволення канаків (фр. Parti de libération kanak, Palika), яка на виборах 2019 року виступала в коаліції Національний союз за незалежність (фр. Union nationale pour l'indépendance). У Конгресі також представлені декілька дрібніших партій незалежницького спрямування. Всі вони орієнтуються переважно на канацьку громаду.
Партія Океанійське пробудження (фр. l'Éveil océanien) представляє громаду вихідців з островів Волліс і Футуна. Вона також представлена в Конгресі й займає нейтральну позицію.

## Вибори

### Вибори 2019 року
2 травня 2019 р. у Новій Каледонії пройшли вибори до місцевого Конгресу та провінційних зборів, на яких з невеликою перевагою перемогли представники партій, що виступають за збереження країни в складі Франції. Вони здобули 28 із 54 місць у Конгресі проти 26 місць у прибічників незалежності. Найбільше представництво отримала правоцентристська ліберальна консервативна коаліція «Із впевненістю за майбутнє» (фр. l'Avenir en confiance). В Північній провінції ця коаліція була представлена списком «Дія на Півночі» (фр. Agissons pour le nord), а на островах Луайоте — «З нами» (фр. Avec nous). Значно поступилася їй поміркована права партія «Каледонія разом» (фр. Calédonie ensemble), що також належить до табору лоялістів. Найбільшого успіху серед прибічників незалежності досяг Канацький соціалістичний фронт національного визволення (фр. Front de libération nationale kanak et socialiste), який у Північній провінції та на островах Луайоте виступав у коаліції з Каледонським союзом (фр. Union calédonienne). Вагомого успіху досягло також інше провідне незалежницьке угрупування Національний союз за незалежність (фр. Union nationale pour l'indépendance), яке на виборах у провінції Острови Луайоте значилось під назвою Національний союз за незалежність — Партія визволення канаків (фр. Union nationale pour l'indépendance - Parti de libération kanak).
Вибори проводились окремо в кожній провінції, за їхніми результатами були розподілені місця в провінційних зборах, а також у Конгресі, зарезервовані за кожною з провінцій. До розподілу мандатів допускалися лише партії та блоки, які отримали не менше 5 % голосів зареєстрованих виборців (1060 голосів).
Лоялістський блок «Із впевненістю за майбутнє» переміг на виборах до зборів Південної провінції. У Північній провінції та провінції Острови Луайоте переможцями стали прибічники незалежності: Національний союз за незалежність та Канацький соціалістичний фронт національного визволення в коаліції з Каледонським союзом відповідно.
| Партії та блоки | Партії та блоки | Отримано голосів | Кількість місць |
| --------------- | --- | ---------------- | --------------- |
|                 | Із впевненістю за майбутнє (фр. l'Avenir en confiance) | 32 336           | 18              |
|                 | Каледонія разом (фр. Calédonie ensemble) | 15 948           | 7               |
|                 | Океанійське пробудження (фр. l'Éveil océanien) | 6 077            | 3               |
|                 | Каледонський союз (фр. Union calédonienne) — Канацький соціалістичний фронт національного визволення (фр. Front de libération nationale kanak et socialiste) | 14 255           | 9               |
|                 | Канацький соціалістичний фронт національного визволення | 11 269           | 6               |
|                 | Національний союз за незалежність (фр. Union nationale pour l'indépendance)                                                                                  | 12 679           | 9               |
|                 | Партія праці (фр. Parti travailliste) | 4 182            | 1               |
|                 | Соціалістичне визволення канаків (фр. Libération kanak socialiste)                                                                                           | 1 536            | 1               |
|                 | |                  |                 |

| Партії та блоки | Партії та блоки | Отримано голосів | % голосів | Місць у провінційних зборах | Місць у Конгресі |
| --------------- | --- | ---------------- | --------- | --------------------------- | ---------------- |
|                 | Із впевненістю за майбутнє (фр. l'Avenir en confiance) | 28 802           | 40,59     | 20                          | 16               |
|                 | Каледонія разом (фр. Calédonie ensemble) | 13 122           | 18,49     | 9                           | 7                |
|                 | Канацький соціалістичний фронт національного визволення (фр. Front de libération nationale kanak et socialiste)                                            | 11 269           | 15,88     | 7                           | 6                |
|                 | Океанійське пробудження (фр. l'Éveil océanien) | 6 077            | 8,56      | 4                           | 3                |
|                 | Національне об'єднання Нової Каледонії (фр. Rassemblement national de Nouvelle-Calédonie)                                                                  | 2 707            | 3,81      | 0                           | 0                |
|                 | Громадянський альянс за демократичний, екологічний та солідарний перехід (фр. Alliance citoyenne pour la transition démocratique, écologique et solidaire) | 2 043            | 2,88      | 0                           | 0                |
|                 | Будуємо інакше (фр. Construire autrement) | 1 852            | 2,61      | 0                           | 0                |
|                 | Каледонська спільна доля (фр. Destin commun calédonien) | 1 667            | 2,35      | 0                           | 0                |
|                 | Партія праці (фр. Parti travailliste) | 1 335            | 1,88      | 0                           | 0                |
|                 | Рух за нову незалежність і суверенітет (фр. Mouvement néo-indépendantiste et souverainiste)                                                                | 1 244            | 1,75      | 0                           | 0                |
|                 | Нова й об'єднана Каледонія (фр. Calédonie nouvelle et réunie)                                                                                              | 841              | 1,19      | 0                           | 0                |
|                 | |                  |           |                             |                  |

| Партії та блоки | Партії та блоки | Отримано голосів | % голосів | Місць у провінційних зборах | Місць у Конгресі |
| --------------- | --- | ---------------- | --------- | --------------------------- | ---------------- |
|                 | Національний союз за незалежність (фр. Union nationale pour l'indépendance)                                                                              | 9709             | 38,50     | 10                          | 7                |
|                 | Каледонський союз — Канацький соціалістичний фронт національного визволення (фр. Union calédonienne - Front de libération nationale kanak et socialiste) | 9069             | 35,96     | 9                           | 6                |
|                 | Дія на Півночі (фр. Agissons pour le nord) | 3072             | 10,98     | 3                           | 2                |
|                 | Каледонія разом (фр. Calédonie ensemble) | 1975             | 7,83      | 0                           | 0                |
|                 | Партія праці (фр. Parti travailliste) | 842              | 3,34      | 0                           | 0                |
|                 | Рух за нову незалежність і суверенітет (фр. Mouvement néo-indépendantiste et souverainiste)                                                              | 554              | 2,20      | 0                           | 0                |
|                 | |                  |           |                             |                  |

| Партії та блоки | Партії та блоки | Отримано голосів | % голосів | Місць у провінційних зборах | Місць у Конгресі |
| --------------- | --- | ---------------- | --------- | --------------------------- | ---------------- |
|                 | Каледонський союз — Канацький соціалістичний фронт національного визволення (фр. Union calédonienne - Front de libération nationale kanak et socialiste) | 5186             | 37,09     | 6                           | 3                |
|                 | Національний союз за незалежність — Партія визволення канаків (фр. Union nationale pour l'indépendance - Parti de libération kanak)                      | 2970             | 21,24     | 4                           | 2                |
|                 | Партія праці (фр. Parti travailliste) | 2005             | 14,34     | 2                           | 1                |
|                 | Соціалістичне визволення канаків (фр. Libération kanak socialiste)                                                                                       | 1536             | 10,98     | 2                           | 1                |
|                 | Каледонія разом (фр. Calédonie ensemble) | 851              | 6,09      | 0                           | 0                |
|                 | Унітарне покоління канаків (фр. Unitaire Kanaky génération)                                                                                              | 800              | 5,72      | 0                           | 0                |
|                 | З нами (фр. Avec nous) | 462              | 3,30      | 0                           | 0                |
|                 | Рух за нову незалежність і суверенітет (фр. Mouvement néo-indépendantiste et souverainiste)                                                              | 173              | 1,24      | 0                           | 0                |
|                 | |                  |           |                             |                  |